# Героическое трио 2: Палачи
«Героическое трио 2: Палачи» (англ. Executioners, иер. трад. 現代豪俠傳, упр. 现代豪侠传, кант.-рус.: Инь той хоу хап чюнь) — гонконгский научно-фантастический боевик, снятый Джонни То и Чхин Сиутуном по сценарию Сюзан Чань, продолжение фильма «Героическое трио» (1993). Главные роли вновь исполнили Мишель Йео, Анита Муй и Мэгги Чён.

## Сюжет
Действие фильма разворачивается в постапокалиптической мире, опустошённом войной, раздираемым социальными и политическими раздорами и отчаянно нуждающимся в чистой воде.
Чудо-женщина — мать девочки Синди. Она оставила в прошлом роль воительницы преступного мира, чтобы стать лучшей матерью и женой. Но, ведя свою дочь домой из продуктового магазина, она становится свидетельницей попытки кражи воды. На мгновение демонстрируя своё истинное боевое мастерство на радость дочери, Чудо-женщина останавливает вора и возвращает воду в мешке владельцу.
Женщина-невидимка наконец приняла свою истинную сущность героини и теперь стремится искупить злые дела, совершённые ею под влиянием евнуха Чаня. Она стремится использовать свои способности на благо общества. В этом она заходит настолько далеко, что становится наставником горбуна в маске Кау, ещё одного бывшего слуги евнуха. Заманенный в доменную печь, Кау был ужасно обожжён и изуродован; каким-то образом он сохраняет свою почти сверхчеловеческую жизненную силу и способности, но не имеет морального компаса, кроме преданности своему наставнику. Женщина-невидимка надеется исправить его и показать лучший путь, как это сделали для неё Чудо-женщина и Охотница за головами.
Охотница за головами всё еще придерживается своих старых привычек, просто пытаясь извлечь выгоду из плохой ситуации. Но даже она начинает стремиться к более высоким стандартам и осознаёт, что является частью команды и несёт ответственность перед чем-то большим, чем она сама. Трое героинь вынуждены преодолеть разрушительные личные потери, противоречивые привязанности и непреодолимые препятствия, чтобы вернуть людям безопасность и справедливость.

## В ролях
| Актёр           | Роль                            |
| --------------- | ------------------------------- |
| Мишель Йео      | Чань Сам, Женщина-невидимка     |
| Анита Муй       | Тун Тун, Чудо-женщина           |
| Мэгги Чён       | Чань Чхат, Охотница за головами |
| Дамиан Лау      | инспектор Лау Кхаймань          |
| Энтони Вон      | г-н Кам / Чань Кау              |
| Такэси Канэсиро | Чён Хун                         |
| Лау Чинвань     | Так                             |
| Пол Чхёнь       | командующий армией              |
| Гуань Шань      | президент                       |
| Эдди Коу        | правая рука президента          |
| Си Нин          | Синди                           |
| Винсент Лау     | подручный г-на Кама             |
| Дион Лам        | подручный г-на Кама             |
| Лам Киньфай     | подручный командующего армией   |